# 전국체육대회 줄다리기
전국체육대회 줄다리기는 전국체육대회에서 줄다리기로 경기를 겨루는 전국체육대회 경기 종목이다.

## 개최 대회
| 1920년대   | 24 |
| ---------- | -- |
| 18세이하부 | 1  |
| 계         | 1  |

## 18세이하부

### 18세이하부 세부 종목
| 1920년대 | 24 |
| -------- | -- |
| 남자     | •  |
| 계       | 1  |

### 18세이하부 남자
| 시즌   | 참가 | 우승                               | 준우승                             | 비고 |
| ------ | ---- | ---------------------------------- | ---------------------------------- | ---- |
| 1924년 | 4팀  | 중앙고등보통학교 줄다리기단 (경기) | 보성고등보통학교 줄다리기단 (경기) |      |

## 참고 문헌
- “대한체육회 국내종합경기대회”. 대한체육회.
- 《대한체육회 50년》. 대한체육회. 1970. 2020년 11월 8일에 원본 문서에서 보존된 문서. 2022년 11월 21일에 확인함.
- 《대한체육회 70년사》. 대한체육회. 1990. 2020년 11월 8일에 원본 문서에서 보존된 문서. 2022년 11월 21일에 확인함.
- 《대한체육회 90년사》. 대한체육회. 2011. 2020년 11월 8일에 원본 문서에서 보존된 문서. 2022년 11월 21일에 확인함.
- 대한체육회 100주년 기념사업부 (2020). 《대한민국 체육 100년》. 대한체육회.
- 《대한민국 체육 100년 Ⅰ 통사 (민족과 함께 한 대한민국 체육 100년)》. 대한체육회. 2020.
- 《대한민국 체육 100년 Ⅱ 민족의 구심체, 조선체육회 (1920~1945)》. 대한체육회. 2020.
- 《대한민국 체육 100년 Ⅲ 세계를 향한 도전 (1945~1980)》. 대한체육회. 2020.
- 《대한민국 체육 100년 Ⅳ 스포츠로 꽃피운 대한민국 (1981~2000)》. 대한체육회. 2020.
- 《대한민국 체육 100년 Ⅴ 스포츠강국을 넘어 선진국으로(2001~2020)》. 대한체육회. 2020.